# 谷山尚義
谷山 尚義（たにやま なおよし、1937年 - 2010年7月11日）は、株式会社集英社顧問、日本雑誌広告協会理事長。一ツ橋綜合財団理事。宮崎県出身。

## 経歴
- 早稲田大学第一文学部卒業
- 1961年 - 集英社入社。
- 少女漫画の編集畑を歩んだ。「週刊マーガレット」編集主任、「セブンティーン」編集長、「YOU」編集長などを歴任。
- 1991年 - 株式会社集英社取締役
- 2000年 - 株式会社集英社代表取締役社長
- 2005年9月30日 - 同 代表取締役会長
- 2006年 - 日本宣伝賞正力賞受賞
- 2007年 - 株式会社集英社取締役相談役
- 2009年 - 同 顧問
- 2010年7月11日、多臓器不全のため死去。73歳没[2]。